# Рукітен
Рукітен (нім. Rukieten) — громада в Німеччині, розташована в землі Мекленбург-Передня Померанія. Входить до складу району Росток. Складова частина об'єднання громад Шваан.
Площа — 12,39 км2. Населення становить 354 ос. (станом на 31 грудня 2020).